# 阿部大樹 (精神科医)
阿部 大樹（あべ だいじゅ、1990年 - ）は、日本の精神科医。専門は児童精神医学。

## 経歴・人物
1990年新潟県柏崎市生まれ。
2014年に新潟大学医学部医学科を卒業後、東京都立松沢病院、川崎市立多摩病院に勤務。2019年に発生した川崎市登戸通り魔事件で被害児童5人の治療を担当した。
2020年にハリー・スタック・サリヴァン『精神病理学私記』の翻訳で第6回日本翻訳大賞を受賞。

## 翻訳
- 『精神病理学私記』（ハリー・スタック・サリヴァン、須貝秀平共訳、日本評論社） 2019.10
- 『レイシズム』（ルース・ベネディクト、講談社、講談社学術文庫） 2020.4
- 『個性という幻想』（ハリー・スタック・サリヴァン、編訳、講談社、講談社学術文庫） 2022.10
- 『心的外傷と回復』（ジュディス・ハーマン、中井久夫共訳、みすず書房） 1992、増補新版 2023.10
- 『真実と修復 暴力被害者にとっての謝罪・補償・再発防止策』（ジュディス・ハーマン、みすず書房） 2024.3

## 参考
- researchmap 研究者情報